# トマス・コール
トマス・コール（英:Thomas Cole, 1801年2月1日 - 1848年2月11日）は、アメリカの画家。イギリス生まれ。 19世紀半ばに盛んとなったアメリカの芸術運動ハドソン・リバー派の創始者であると考えられている。コールの作品はロマン主義と自然主義のテーマを備えた、現実的かつ詳細な描写によってアメリカの風景と自然を描いたことで知られている。
1819年に家族と共にアメリカに渡り、フィラデルフィア・アカデミーで学んだ後、ニューヨーク州キャッツキルに住んだ。イタリアに滞在した際、「帝国の推移」を完成させた。
「荒野の十字架」、「十字架」、「世界の連作」を手がけたが、いずれも未完成のまま、1848年2月11日に亡くなった。

## 子供時代と教育
コールは1801年にイングランドのボルトン（当時ランカシャー、現グレーター・マンチェスター）で生まれた。1818年に家族とともに、米国オハイオ州のスチューベンヴィルに移住し、そこでコールはスタインという放浪肖像画家から絵画の初歩を学んだ。しかし、初め肖像画で少し成功したが、興味が次第に風景画に移行し、1823年にピッツバーグへ、1824年にはフィラデルフィアへ移りペンシルベニア美術アカデミーで絵を学んだ。その後1825年の初めにニューヨークの両親と妹に再会した。

## 絵画
ニューヨークで、ジョージ・ブルーウンがコールの絵画5枚を買ったが、彼はまたコールにハドソン渓谷の夏の旅行資金も提供した。その旅行でコールはコールドスプリングの風景を2枚、キャッツキル・マウンテンハウス、有名なカエタースキル滝およびフォートパトナムの廃墟を描いた。
ニューヨークに戻って、彼はこの5枚の風景画をウィリアム·コールマンの本屋のウインドーに飾った。ニューヨーク・イブニング・ポストによるコールドスプリングの2枚の風景画はA・シートンが購入し、アメリカ学芸アカデミーの1826年の年次展覧会に貸し出され、それがジョン・トランブル、アッシャー・ブラウン・デュランドとウィリアム・ダンラップ(最初のアメリカ美術史家でもあった)らの目にとまり評価されたことがハドソン・リヴァー派誕生のきっかけとなった。絵画の中でも「ジェリナから見たタイコンデロガ砦の風景」と呼ばれる風景画があった。特にトランブルはこの若いアーティストの作品に感銘を受け、彼を探し出し1枚の絵を購入した。さらにコールを、ボルチモアのロバート・ギルモアと後にコールの重要なパトロンとなったハートフォードのダニエル・ワズワースなど、彼の裕福な友人たちに紹介した。
コールは主として風景画家だったが、また寓意の作品も描いた。これらの中で最も有名なのは、未開の状態から帝国の完成そして衰退、更に荒廃を同じ背景の中で描いた5枚の連作作品「帝国の推移」とワシントンD. C. のナショナル・ギャラリーおよびニューヨーク州ユーティカのマンソン・ウィリアム・プロクター美術研究所の所蔵となる2組の作品がある4枚の連作作品「人生の航路」があげられる。これ以外のコールの有名な作品には、「川の湾曲部」 (1836)、「ホワイト山の山あい」、「グレートオーセージ湖の小屋のダニエル・ブーン」、「死んだ木のある湖」などがある。彼はまた、滝や生き生きとした植物、そして鹿に囲まれて贅沢に暮らしているアダムとイブがいるエデンの園（1828年）を描いた。
コールは1844年から1846年にともに学んだ芸術的仲間のアッシャー・ブラウン・デュランドとフレデリック・エドウィン・チャーチに影響を与えた。またコールは1829年から1832年および1841年から1842年に海外、主にイギリスとイタリアで過ごした。

## グラフィック作品
トマス・コールは、アメリカの最高の風景画家として知られており、主題が異なる数千のスケッチ画を残している。そのうち2500作品以上をデトロイト美術館で見ることができる。
1842年にコールは巨匠たちの様式を学び、また、風景を描くためヨーロッパ大陸巡遊旅行に出かけた。この旅でコールが強い印象を受けたのは、ヨーロッパで最も高い活火山、エトナ火山であった。この火山の美しさに感動したコールはいくつかのスケッチと少なくとも6つの絵画を制作していた 、その中で最も有名なものはタオルミーナから眺めたエトナ火山である：キャンバスに油彩、79 × 120インチ。
コールはまた、タオルミーナにある古代ギリシャ劇場の崩れかけた壁とともに描かれた「エトナ火山の風景」という非常に詳細な全景のスケッチを描いた。

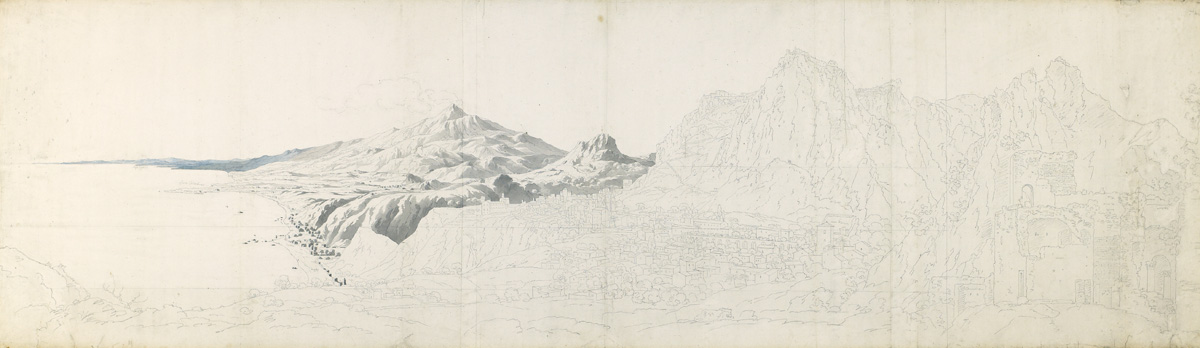
エトナ火山の風景 (1842年頃) バーミンガム美術館

## 個人史
1827年以降、コールはニューヨーク州キャッツキルのシーダー・グローブと呼ばれる農場にアトリエを設け、そこで作品の多くを描いた。1836年に、彼はキャッツキルの農場所有者の姪のマリア・バートーと結婚し、以後そこに定住した。トーマスはマリアとの間に5人の子供を儲けた。
- セオドア・アレクサンダー・コール, 1838年1月1日生
- メアリー・バートー・コール, 1839年9月23日生
- エミリー・コール, 1843年8月27日生
- エリザベス・コール, 1847年4月5日生(乳児期に死亡);
- トマス・コール・ジュニア, 1848年9月16日生[7]

トマス・コールは1848年2月11日にキャッツキルで亡くなった。キャッツキル山地で4番目に高い山は彼の名誉を讃えてトマス・コール山と名前付けられている。また、トマス・コール・ハウスとして知られているシーダー・グローブは、1999年に国定史跡に指定され、現在一般公開されている。

## 建築作品
コールは建築にも少し手を染めた、これは職業の分化があまり進んでいなかった当時では珍しいことではなかった。彼は1838年に開催されたオハイオ州コロンバスにあるオハイオ州会議事堂を建築するための設計コンペに参入し、彼の出品作は、第3等賞を得た。完成した建物は第1から3等賞の作品の複合体であり、コールの出品作と類似する部分が多くある。

## ギャラリー

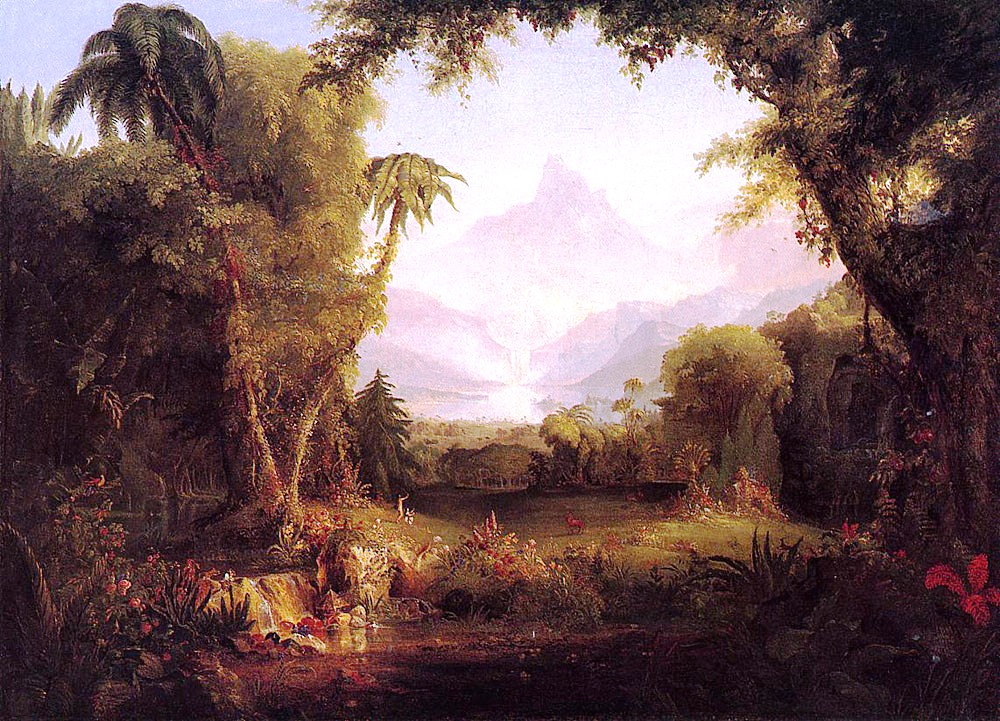
エデンの園 (1828)
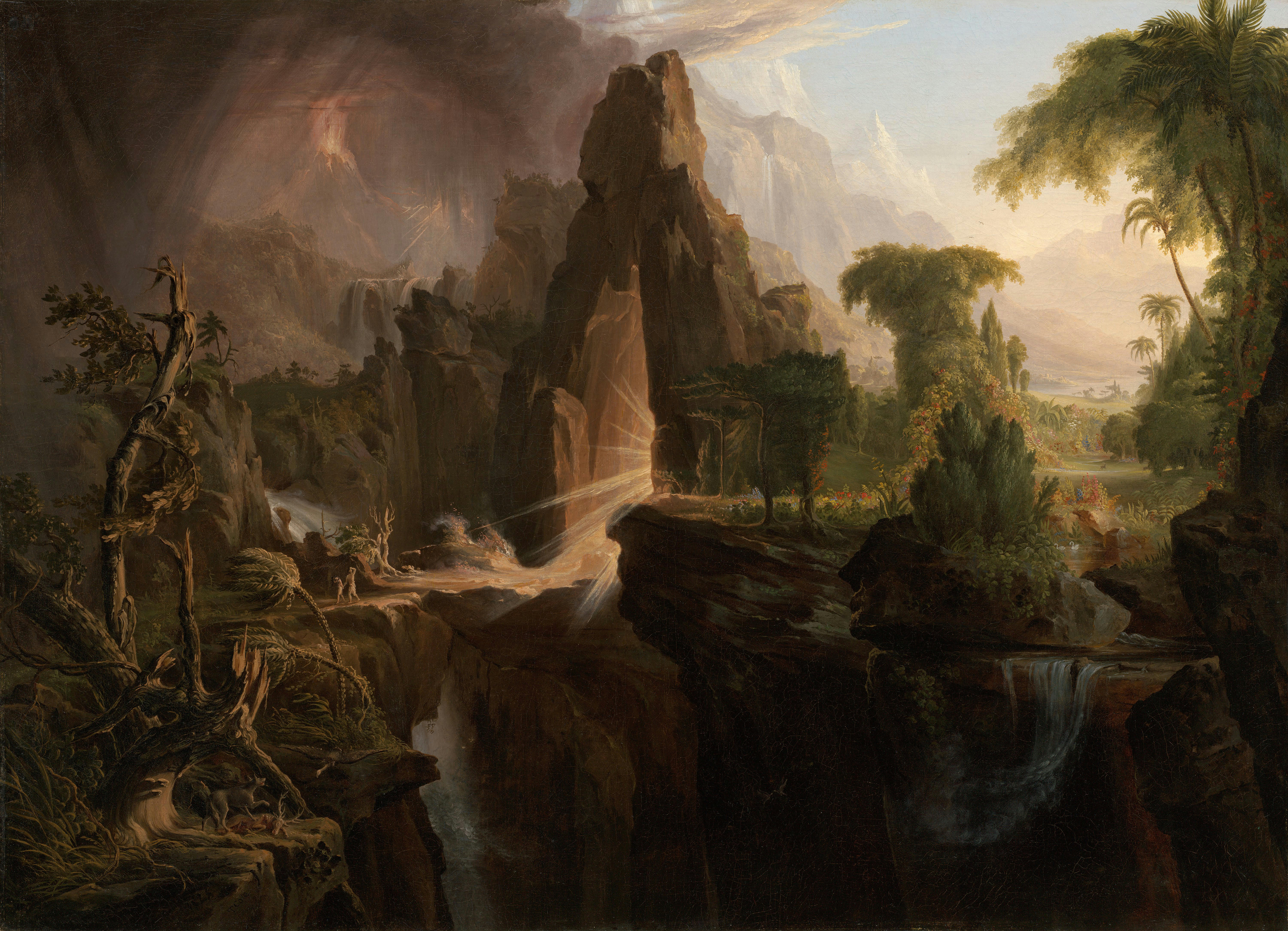
楽園追放（英語版）(1928)
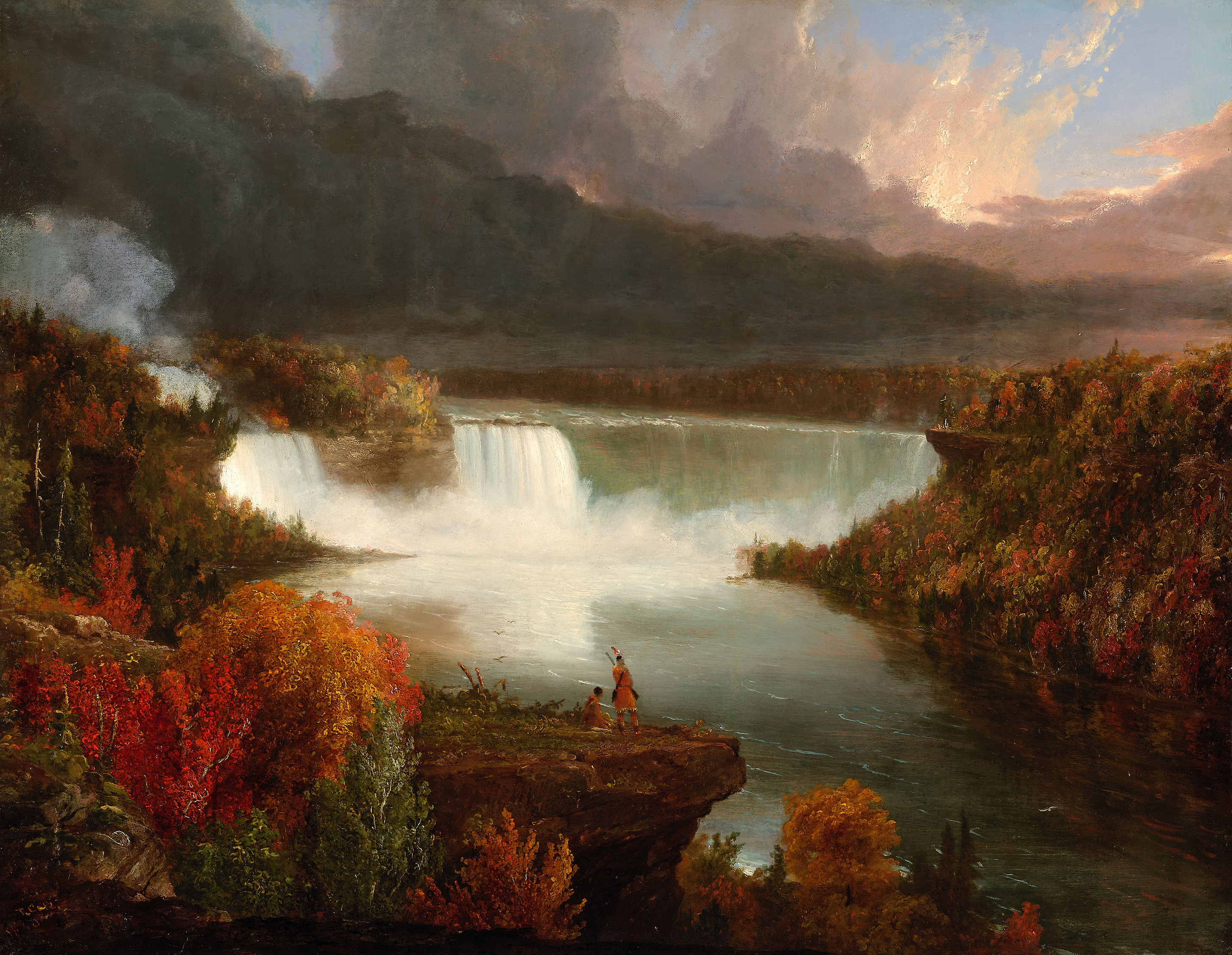
ナイアガラの滝の遠景 (1830)
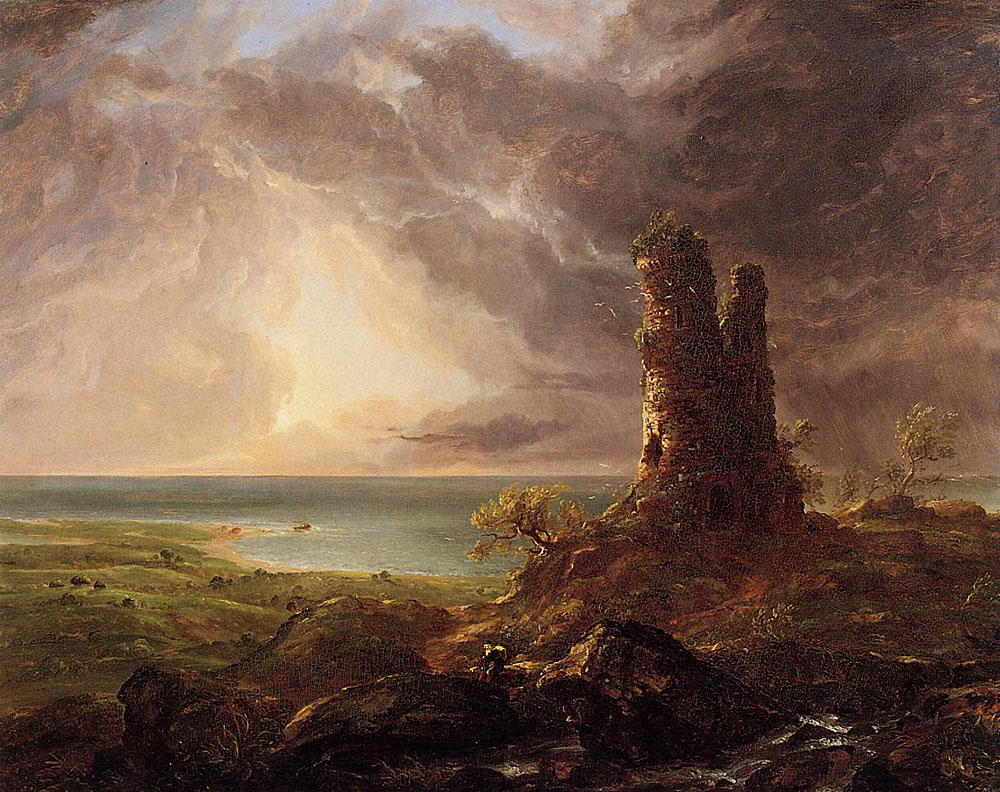
塔の廃墟があるロマンチックな風景 (1832-36)
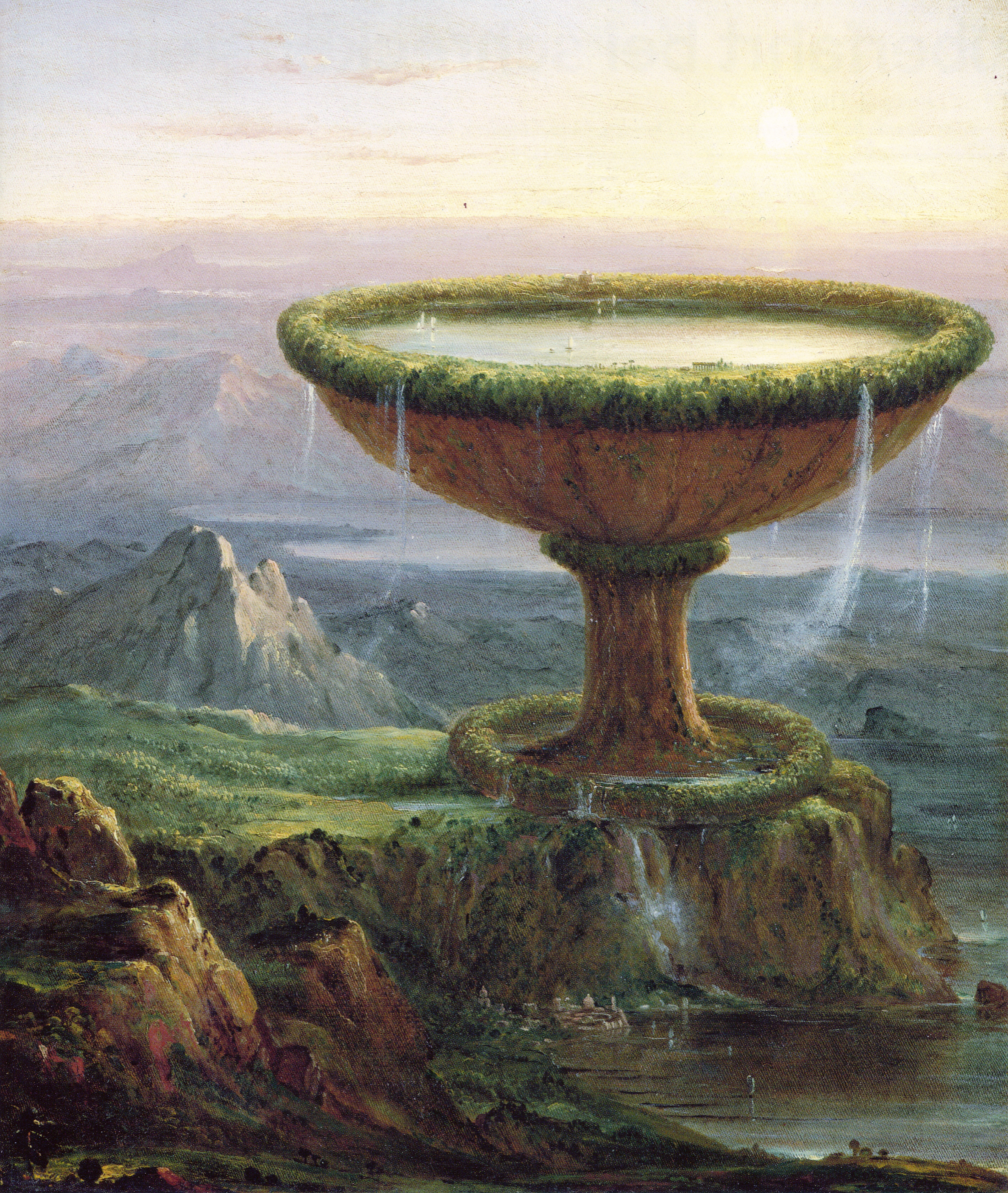
タイタンの酒杯 (1833)
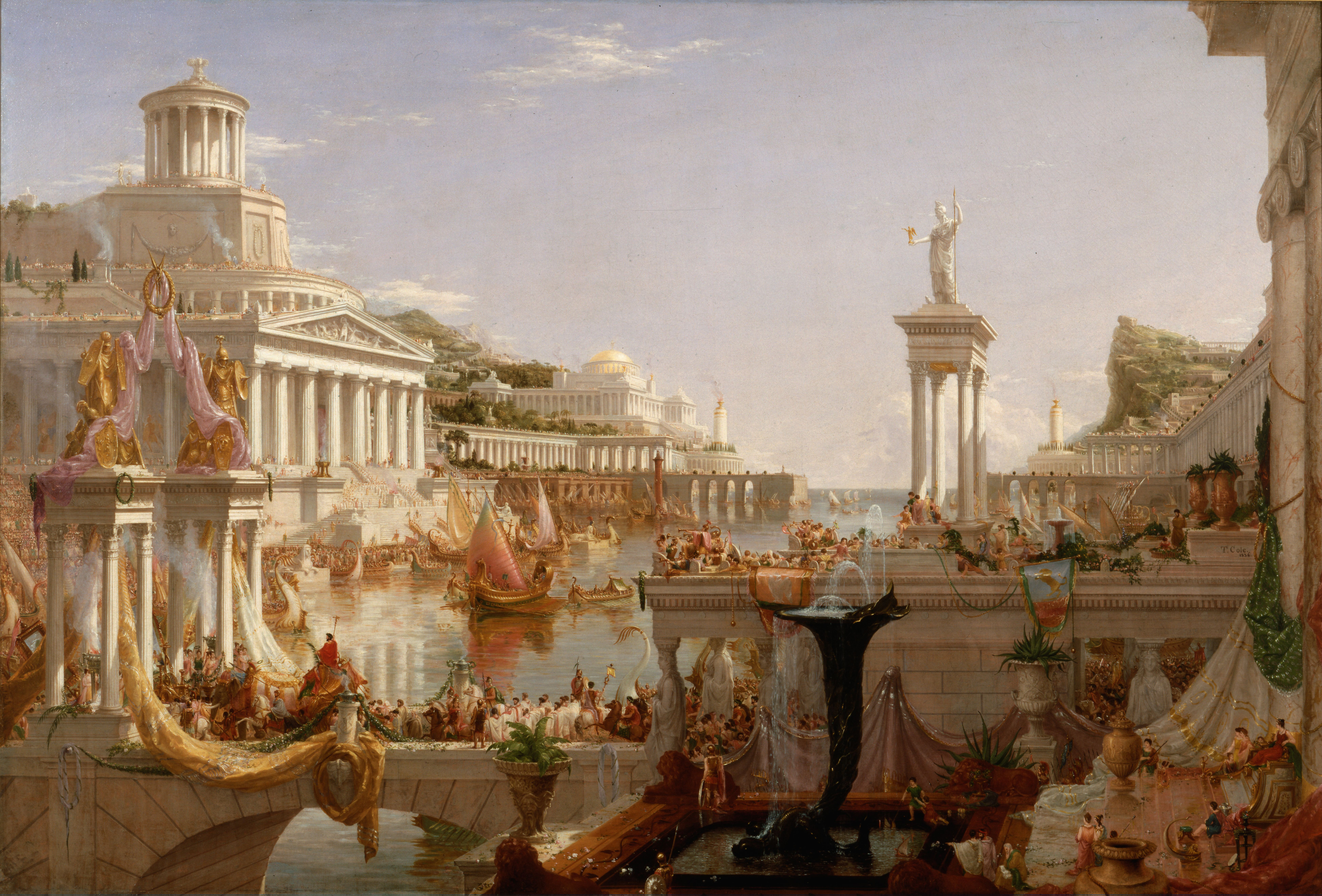
帝国の推移: 帝国の完成 (1835–1836)
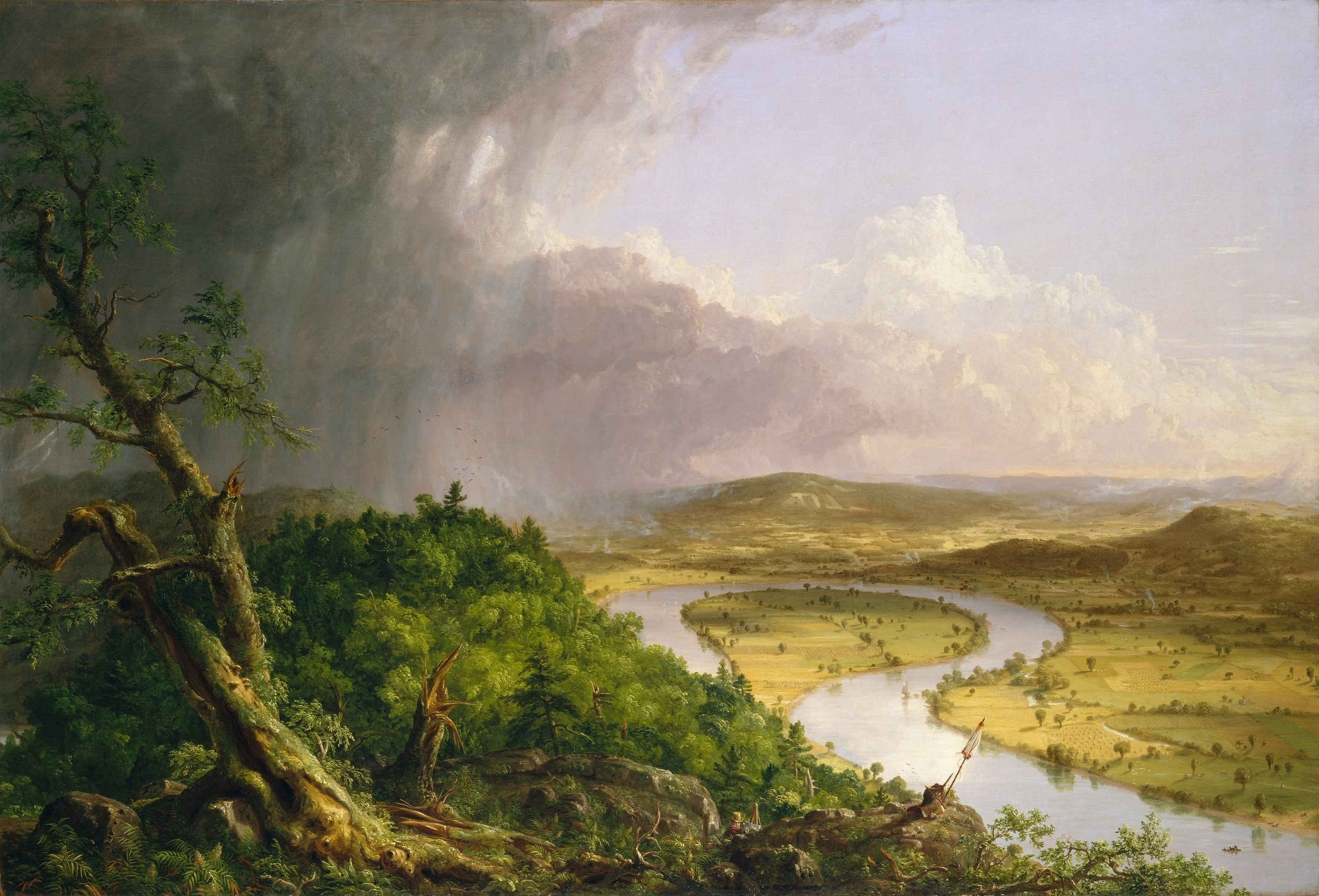
オックスボウ (1836)
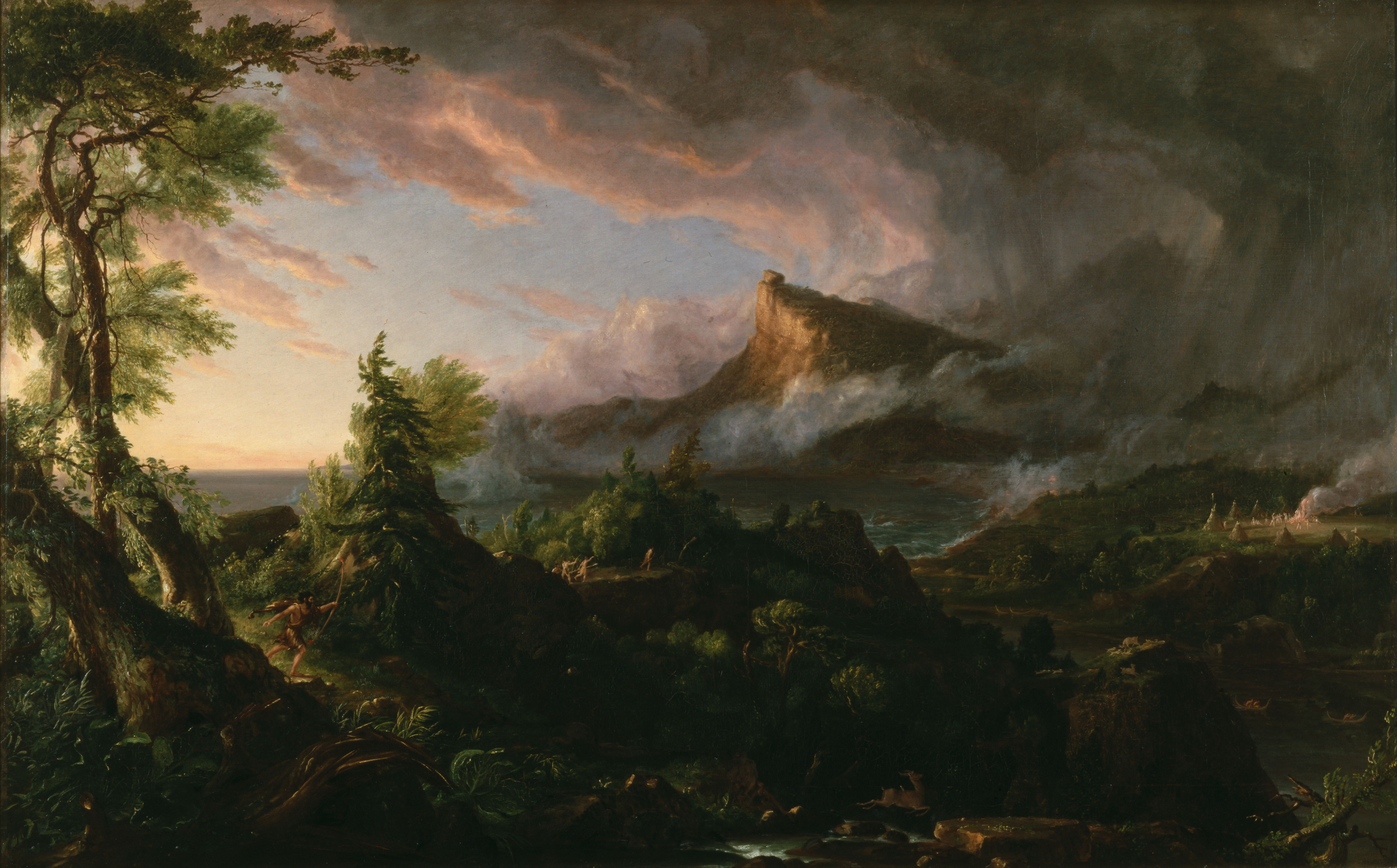
帝国の推移: 未開の状態 (1836)
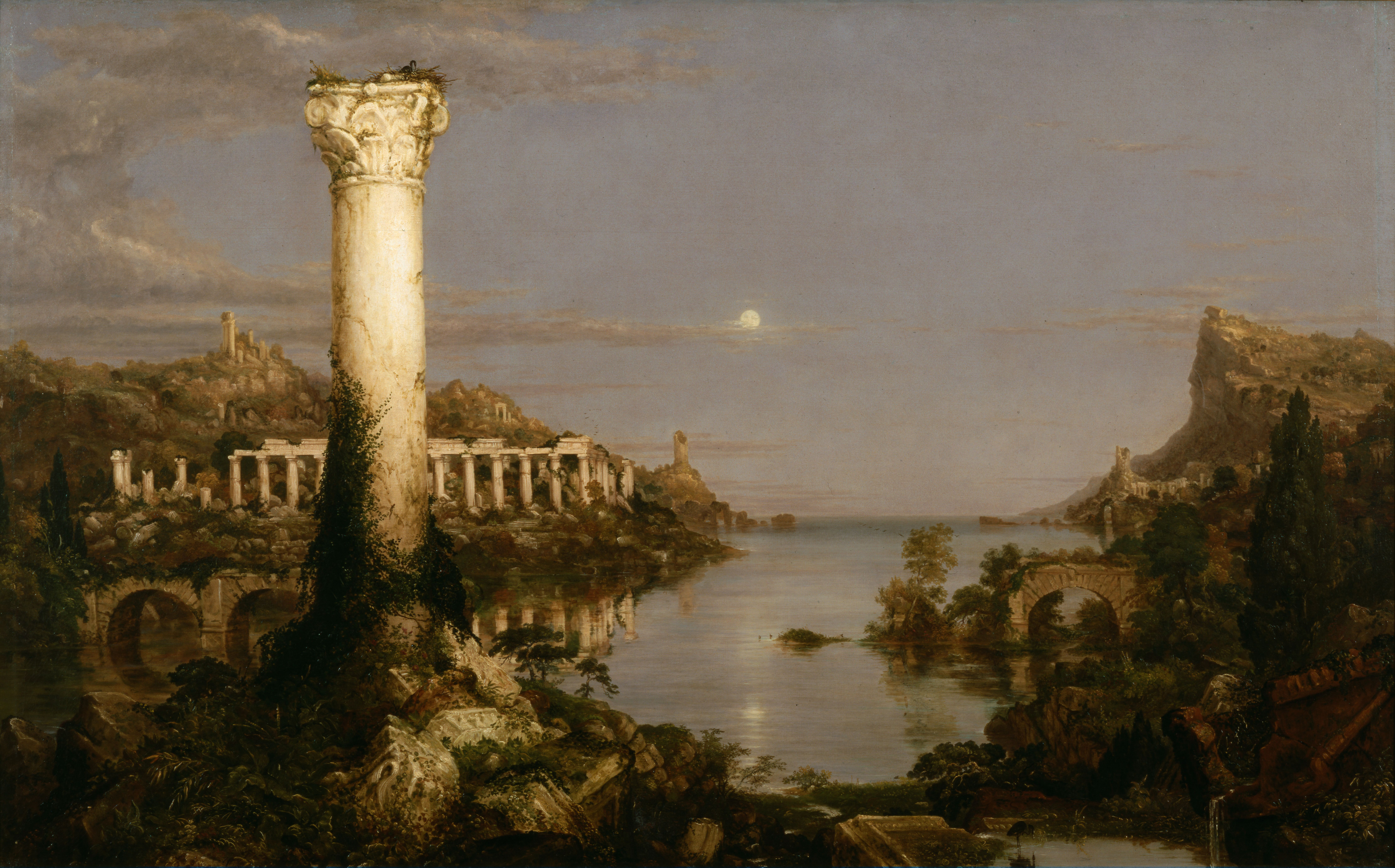
帝国の推移: 荒廃 (1836)
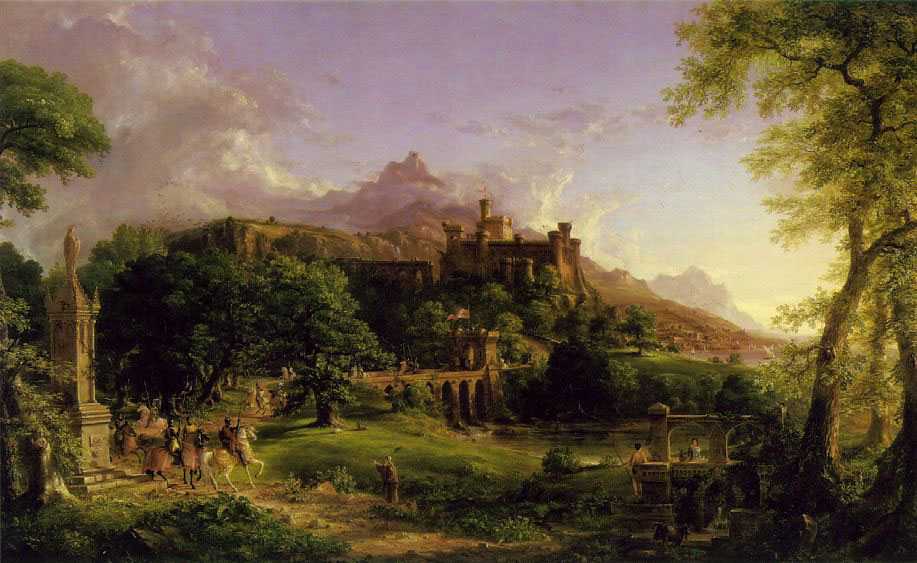
出発 (1837)
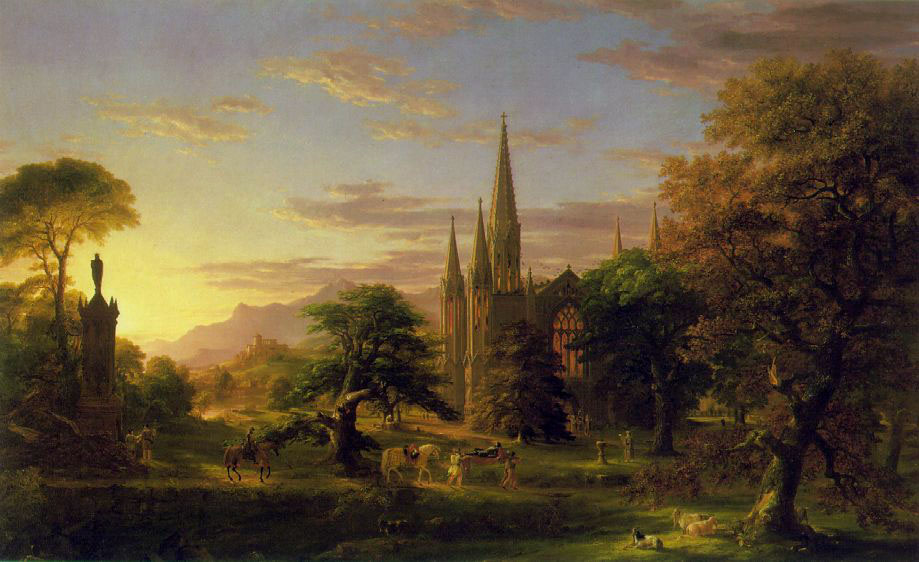
帰還 (1837)
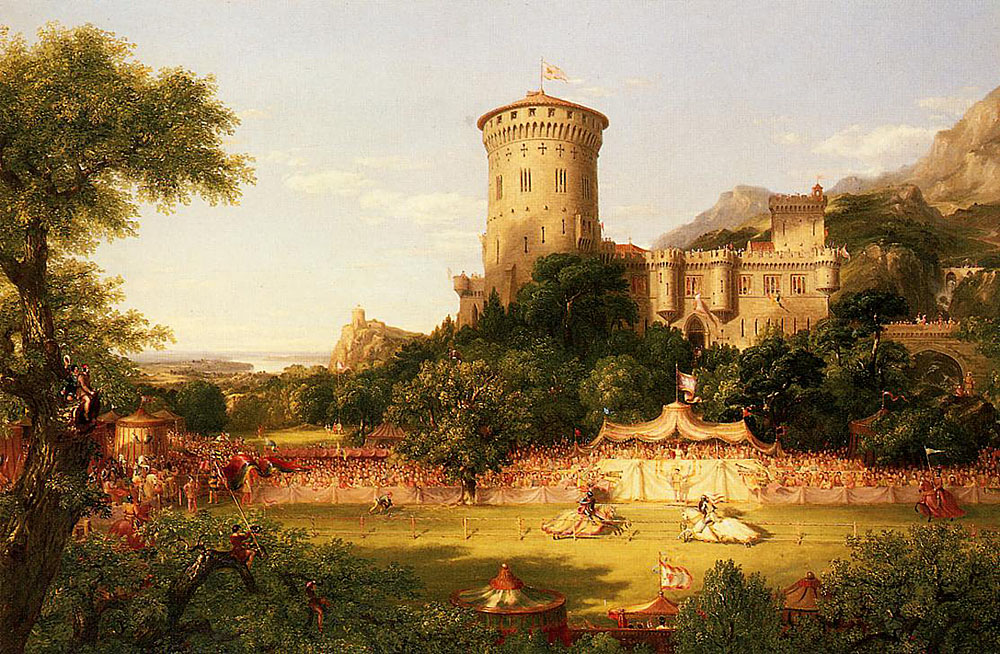
過去 (1838), Mead Art Museum
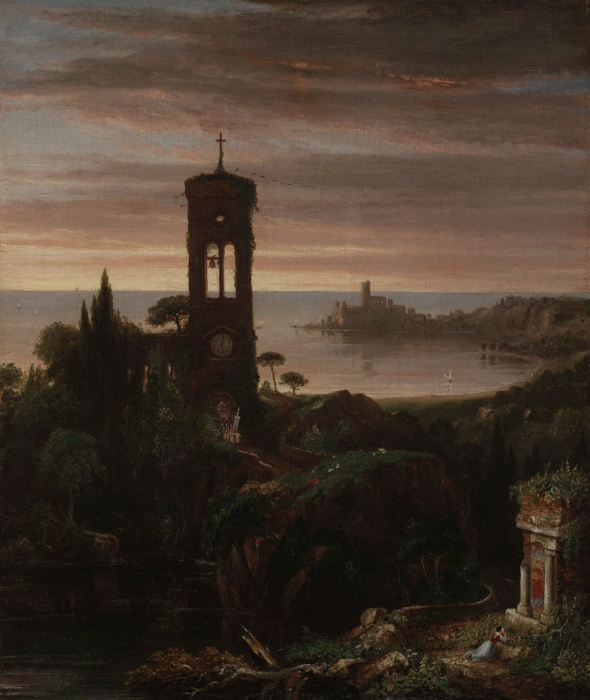
ヴェスパー賛歌 (ca. 1838)
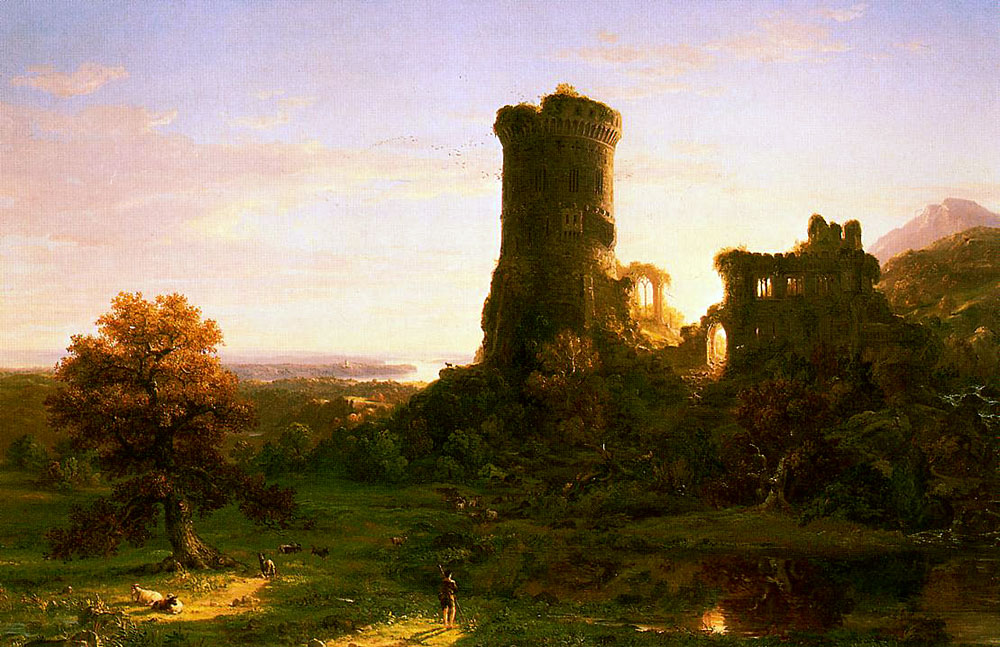
現在 (1838), Mead Art Museum
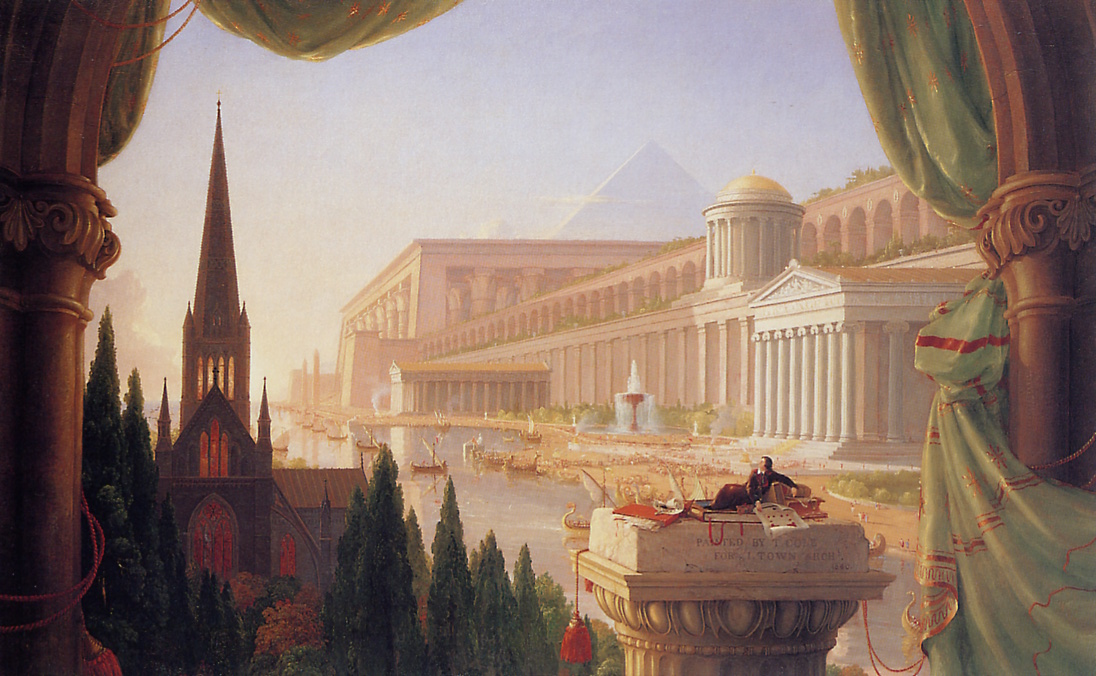
建築家の夢,1840
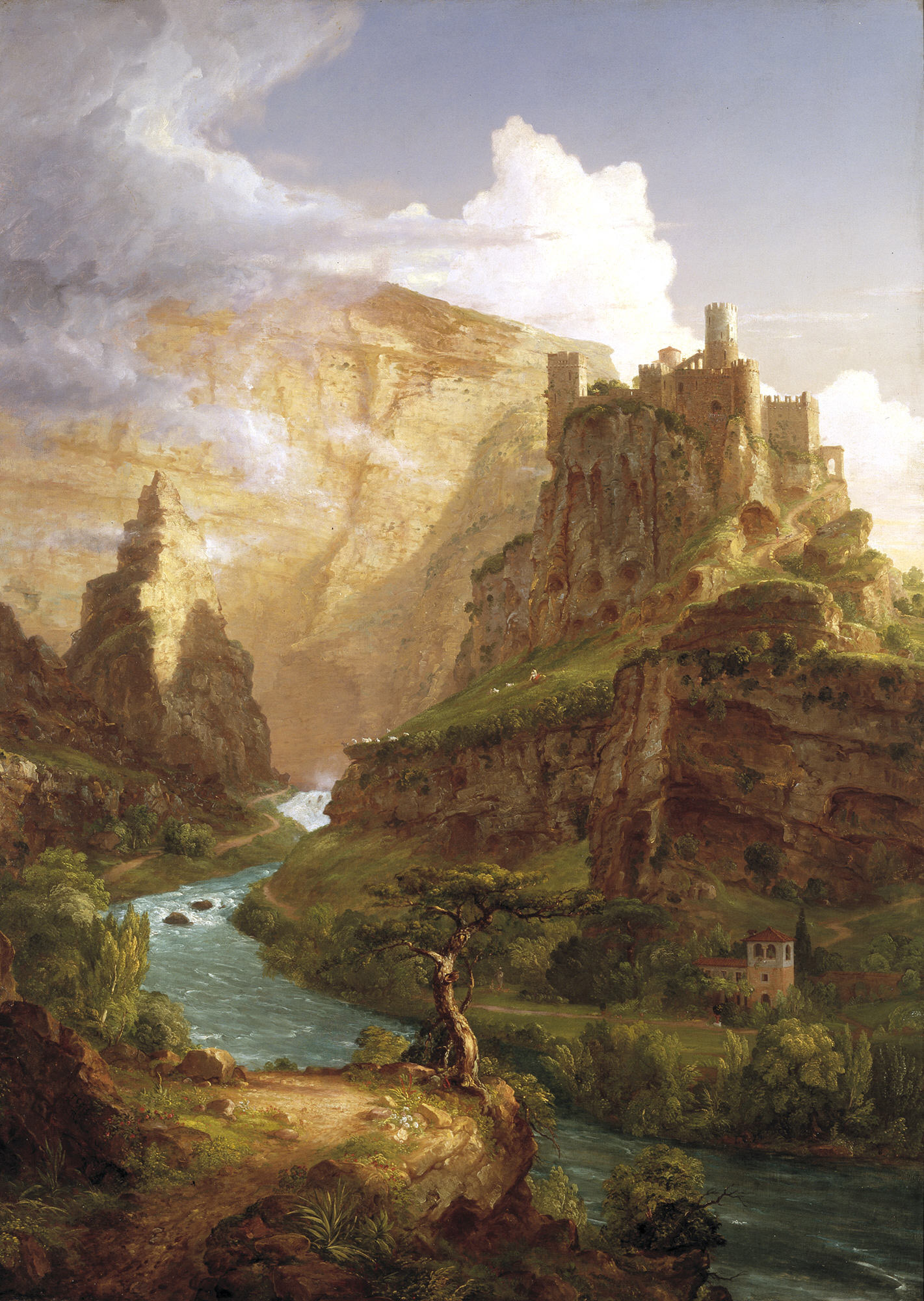
ヴォークリューズの泉, 1841, Dallas Museum of Art
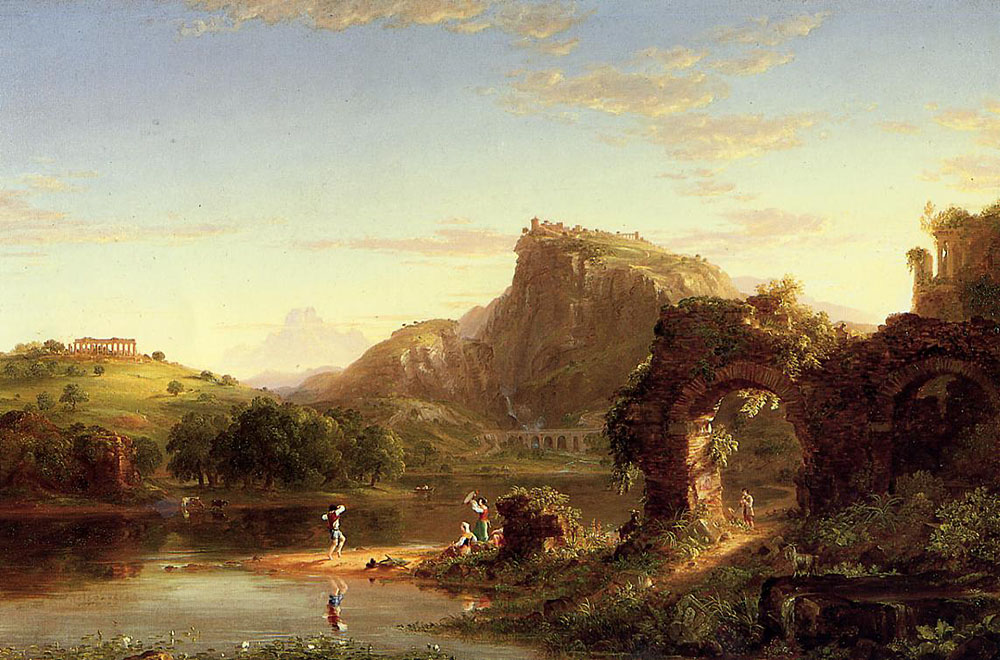
イタリアの日暮れ (1845)
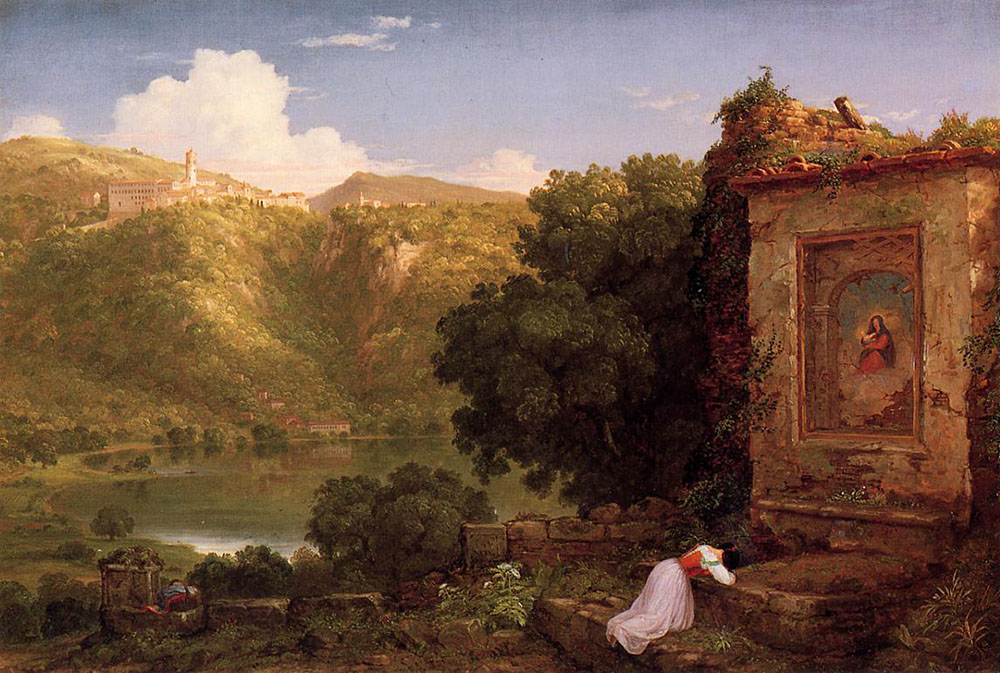
思い耽る人 (1845)
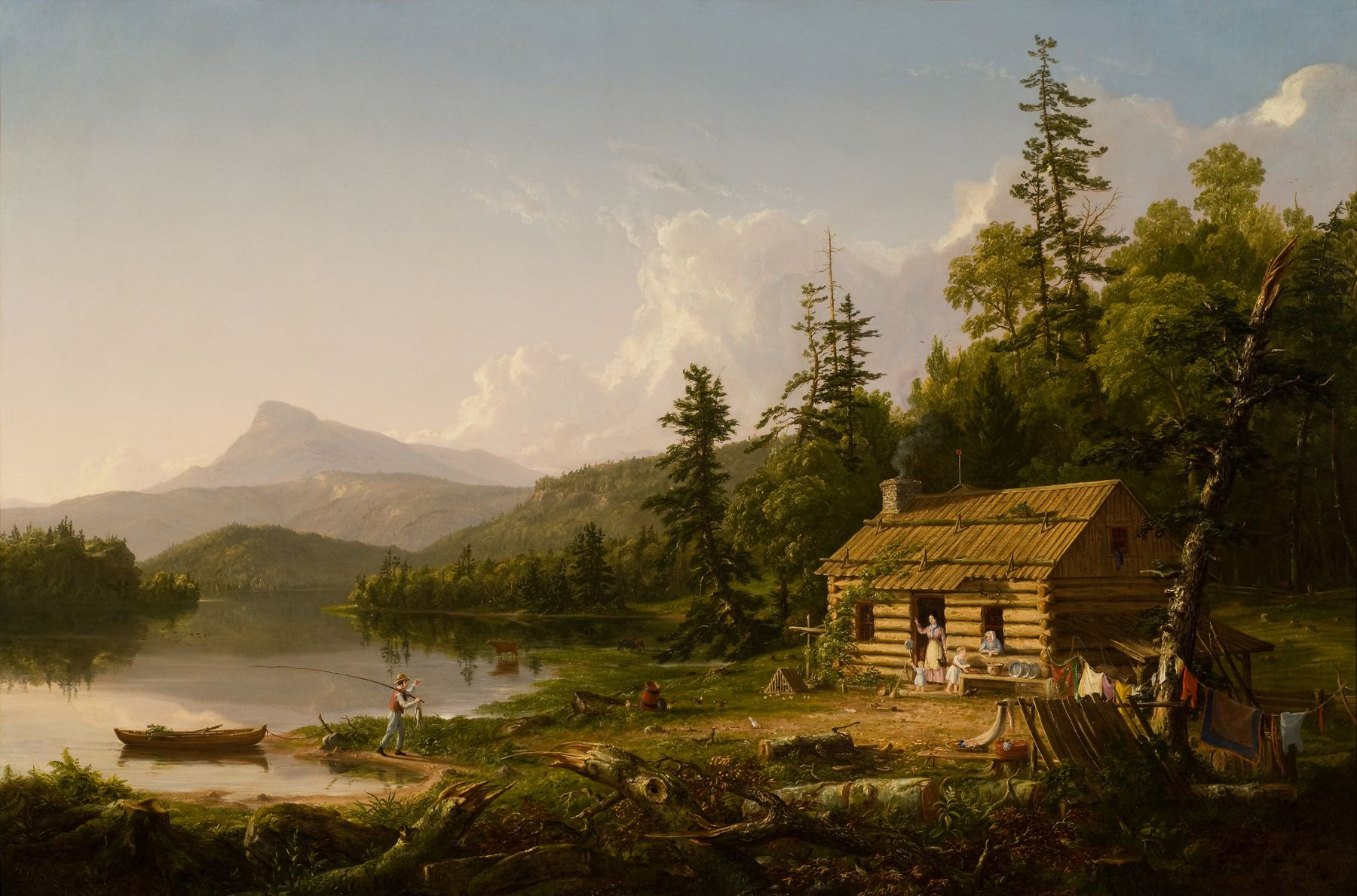
森の家 (1847) レイノルダ・ハウス美術館

## 参考資料
- 人見伸子「ハドソン・リバー派画集」株式会社トレヴィル 1996年 ISBN 4-8457-1055-2